# 若ノ城宗彦
若ノ城 宗彦（わかのじょう むねひこ、1973年4月13日 - ）は、沖縄県那覇市出身で間垣部屋に所属した元大相撲力士。本名は阿嘉 宗彦（あか むねひこ）。身長191cm、体重157kg。得意技は右四つ、上手投げ。最高位は西前頭6枚目（1998年3月場所）。

## 来歴
沖縄尚学高校時代は柔道部に所属しており、1年次からレギュラーとして活躍。2年次に全国高校選手権の団体戦でエースの真喜志慶治とともに活躍して、沖縄県勢初の優勝を成し遂げて、オリンピックの柔道代表候補と言われた。だが実は元々は角界入りの予定ではなかった。高校の寮の食堂では米は食べ放題であったが、部活が引退間近になって実家に戻ってから運動を以前のようにしなくなり、やたらとのどが渇き夜中に何度もトイレに起きるようになったため異常に気づいた母に促され、病院で検査を受けると血糖値が450mg／dlもあり即入院となった。この糖尿病によって大学進学を断念することとなったが、間垣親方(元横綱・2代目若乃花)に勧誘されたことが切っ掛けで角界入りを決意。1992年1月場所に初土俵を踏んだ。柔道に打ち込んだ高校時代から体格は190cm、150kgあり、1日1升の白米を食べ続けていた阿嘉は、相撲界に入る前から糖尿病を患っていた。本来であれば日本相撲協会の規則上糖尿病を発症している者は新弟子検査で不合格になるが、実際は検査の精度が甘いため入門には支障がなく、有望な弟子であれば内臓検査の目溢しもあった。
その後、糖尿病は管理栄養士の指導や猛稽古で改善された。幕下上位で苦労した時期もあったが、とんとん拍子で番付を上げていき1995年9月場所に十両に昇進した。新十両の場所は12勝3敗で十両優勝。その後、糖尿病が再発し2年間十両で足踏みしたが1997年9月場所に千代大海らと共に新入幕を果たし、幕内定着を成し遂げた。沖縄県から史上3人目の幕内力士となったということもあって入幕当初は沖縄県の相撲関係者から大いに祝福され、三役昇進も期待されていた。しかし幕内昇進後は付き合いも増え、外食で酒も飲むようになったため、幕内上位まで番付を上げた矢先に糖尿を悪化させ、十両に陥落した。糖尿病の症状が一番悪化したときは足裏の感覚がなくなり、土俵に立っても厚手の靴下をはいているかのようであった。十両に下がっても自分の相撲が取れなくなり、2000年5月場所には幕下に陥落。翌7月場所に十両に復帰したが2場所で再び幕下に陥落した。2001年1月場所には、勝ち相撲で右膝関節の負傷し休場が続いた。三段目に陥落することもしばしばあったが、健闘ぶりを見せていた。一時は幕下上位に復帰したが2003年1月場所からは6場所連続負け越しが続き、2004年1月場所には序二段まで陥落。この1月場所の6番相撲では平成以降2例目となる掴み投げでの白星を記録している。5月場所にはついに幕内経験者の最低地位西序二段79枚目まで番付を下降させた（後に元前頭13枚目の鳥羽の山が西序二段90枚目まで陥落している）。初日の相撲で白星を挙げたのを最後に現役を引退した。

### 引退後
引退後は準年寄・若ノ城の後、年寄・西岩を襲名し、後進の指導に当たった。2007年5月場所後に日本相撲協会を退職し、一時期は高校の先輩である元広島東洋カープ・投手の安仁屋宗八の紹介により、プロ野球マスターズリーグのディレクターを務めていた。しかし第2の人生として会社勤めをするも、慣れないデスクワークと運動不足により、糖尿病の症状は悪化。長男が生まれたばかりの33歳の時、糖尿病性の腎不全と診断された。医師に5年生存率30%と宣告され、腎移植しか生きる道は無くなった。腎移植までの平均待機年数は15年であり、若ノ城の人生は閉ざされたように見えたが、当時64歳であった母から腎臓の提供を受け（姉からも腎臓提供の申し出があったが母のたっての希望で母から提供を受けた）、その後は妻の食事管理や、高校以来となる柔道の練習も再開。
弟弟子の元若天狼に声をかけられたことから介護の仕事に飛び込み、デイケア施設の場所探しなどから関わってきた。2017年4月には、1日3回のインスリン注射を打ちながらデイケア施設に勤務していることが伝えられている。現役時代に慰問に来た病院や高齢者施設で入院患者や入居者に喜ばれた経験が若ノ城が介護業界生活の原点となった。2021年8月時点では、施設の責任者を務めており、2022年3月の記事によると元駿馬が責任者となり、元若天狼と共にサポートしている。「力士は力仕事はもちろん、部屋で『ちゃんこ番』をするから料理も得意。引退後、介護の仕事は向いている」と語っており、介護も利用者の昼食づくりもしている。元若天狼が運営会社の社長を務めるデイケア施設は2021年12月に2つめが出来てグループとなり、その総合管理者となっている。
2018年3月からはAbemaTVの大相撲中継「大相撲LIVE」にて解説を担当している。また同年、元若天狼・元須磨ノ富士・元若兎馬らと一般社団法人力士セカンドキャリア推進協会を立ち上げており、その代表理事となっている。

## 主な成績
- 生涯成績：356勝375敗21休 勝率.487
- 幕内成績：78勝102敗 勝率.433
- 通算在位：75場所
- 幕内在位：12場所
- 各段優勝
  - 十両優勝：1回（1995年9月場所）
  - 三段目優勝：3回（1993年3月場所、2001年9月場所、2002年11月場所）
  - 序ノ口優勝：1回（1992年3月場所）

### 場所別成績
| | 一月場所 初場所（東京） | 三月場所 春場所（大阪） | 五月場所 夏場所（東京）   | 七月場所 名古屋場所（愛知） | 九月場所 秋場所（東京） | 十一月場所 九州場所（福岡） |
| --- | ----------------------- | ----------------------- | ------------------------- | --------------------------- | ----------------------- | --------------------------- |
| 1992年 （平成4年） | （前相撲）              | 東序ノ口33枚目 優勝 7–0 | 東序二段45枚目 6–1        | 東三段目83枚目 5–2          | 西三段目48枚目 3–4      | 東三段目67枚目 5–2          |
| 1993年 （平成5年） | 西三段目34枚目 4–3      | 西三段目21枚目 優勝 7–0 | 東幕下15枚目 0–2–5        | 西幕下50枚目 4–3            | 西幕下41枚目 1–6        | 東三段目13枚目 6–1          |
| 1994年 （平成6年） | 東幕下41枚目 4–3        | 西幕下28枚目 5–2        | 西幕下16枚目 6–1          | 東幕下5枚目 2–5             | 東幕下19枚目 3–4        | 西幕下26枚目 5–2            |
| 1995年 （平成7年） | 東幕下15枚目 5–2        | 西幕下7枚目 3–4         | 西幕下13枚目 6–1          | 西幕下2枚目 5–2             | 西十両13枚目 優勝 12–3  | 東十両4枚目 8–7             |
| 1996年 （平成8年） | 西十両2枚目 3–12        | 東十両12枚目 8–7        | 東十両8枚目 8–7           | 西十両4枚目 6–9             | 東十両8枚目 7–8         | 西十両11枚目 8–7            |
| 1997年 （平成9年） | 東十両6枚目 8–7         | 西十両4枚目 8–7         | 西十両3枚目 8–7           | 東十両3枚目 10–5            | 東前頭13枚目 8–7        | 西前頭7枚目 5–10            |
| 1998年 （平成10年） | 東前頭13枚目 9–6        | 西前頭6枚目 5–10        | 西前頭9枚目 8–7           | 西前頭7枚目 4–11            | 東前頭13枚目 8–7        | 東前頭8枚目 6–9             |
| 1999年 （平成11年） | 東前頭11枚目 6–9        | 東前頭14枚目 8–7        | 西前頭12枚目 8–7          | 東前頭11枚目 3–12           | 東十両3枚目 6–9         | 西十両5枚目 8–7             |
| 2000年 （平成12年） | 東十両3枚目 3–12        | 西十両11枚目 5–10       | 東幕下2枚目 4–3           | 西十両12枚目 7–8            | 東十両13枚目 6–9        | 東幕下3枚目 2–5             |
| 2001年 （平成13年） | 東幕下13枚目 3–3–1      | 東幕下20枚目 休場 0–0–7 | 東幕下20枚目 休場 0–0–7   | 東幕下59枚目 2–5            | 東三段目18枚目 優勝 7–0 | 東幕下14枚目 3–4            |
| 2002年 （平成14年） | 西幕下20枚目 3–4        | 西幕下27枚目 3–4        | 東幕下35枚目 3–4          | 東幕下43枚目 3–4            | 東幕下58枚目 3–4        | 東三段目10枚目 優勝 7–0     |
| 2003年 （平成15年） | 東幕下12枚目 2–5        | 東幕下29枚目 1–6        | 東幕下56枚目 2–5          | 西三段目18枚目 3–4          | 西三段目34枚目 1–6      | 東三段目72枚目 1–6          |
| 2004年 （平成16年） | 東序二段3枚目 3–4       | 東序二段19枚目 0–6–1    | 西序二段79枚目 引退 1–0–0 | x                           | x                       | x                           |
| 各欄の数字は、「勝ち-負け-休場」を示す。 優勝 引退 休場 十両 幕下 三賞：敢=敢闘賞、殊=殊勲賞、技=技能賞 その他：★=金星 番付階級：幕内 - 十両 - 幕下 - 三段目 - 序二段 - 序ノ口 幕内序列：横綱 - 大関 - 関脇 - 小結 - 前頭（「#数字」は各位内の序列） |                         |                         |                           |                             |                         |                             |

### 幕内対戦成績
| 力士名   | 勝数 | 負数 | 力士名   | 勝数 | 負数 | 力士名   | 勝数 | 負数 | 力士名   | 勝数 | 負数 |
| -------- | ---- | ---- | -------- | ---- | ---- | -------- | ---- | ---- | -------- | ---- | ---- |
| 蒼樹山   | 2    | 2    | 安芸乃島 | 0    | 2    | 安芸ノ州 | 3    | 1    | 朝乃翔   | 3(1) | 5    |
| 朝乃若   | 3    | 2    | 旭豊     | 3    | 3    | 大日ノ出 | 3    | 0    | 小城錦   | 1    | 3    |
| 海鵬     | 5    | 3    | 巌雄     | 3    | 6    | 北勝鬨   | 3    | 2    | 旭鷲山   | 4    | 2    |
| 旭天鵬   | 1    | 2    | 久島海   | 1    | 1    | 琴稲妻   | 3    | 3    | 琴錦     | 0    | 2    |
| 琴ノ若   | 1    | 2    | 琴龍     | 4    | 3    | 敷島     | 2    | 4    | 大善     | 1    | 1    |
| 貴闘力   | 0    | 1    | 貴ノ浪   | 0    | 1    | 玉春日   | 1    | 2    | 千代大海 | 2    | 1    |
| 千代天山 | 1    | 0    | 出島     | 0    | 1    | 寺尾     | 4    | 4    | 闘牙     | 0    | 1    |
| 時津海   | 1    | 3    | 土佐ノ海 | 0    | 2    | 栃乃洋   | 0    | 2    | 栃乃和歌 | 6    | 4    |
| 濱ノ嶋   | 4    | 5    | 肥後ノ海 | 1    | 7    | 舞の海   | 2    | 1    | 水戸泉   | 4    | 3    |
| 湊富士   | 3    | 2    | 燁司     | 0    | 2    | 若の里   | 0    | 3    | 若乃花   | 0    | 1    |

## 改名歴
- 阿嘉 宗彦（あか むねひこ）1992年1月場所～1995年7月場所
- 若ノ城 宗彦（わかのじょう-）1995年9月場所～2004年5月場所

## 年寄変遷
- 若ノ城 宗彦（わかのじょう むねひこ）2004年5月～2005年5月（準年寄）
- 西岩 宗彦（にしいわ-）2005年5月～2007年5月（退職）